# Liste der Nummer-eins-Hits in Frankreich (2012)
Diese Liste enthält alle Nummer-eins-Hits in Frankreich im Jahr 2012. Es gab in diesem Jahr zwölf Nummer-eins-Singles und 24 Nummer-eins-Alben.

## Singles
| ← 2011 ← | Liste der Nummer-eins-Hits in Frankreich (Top Singles) | Liste der Nummer-eins-Hits in Frankreich (Top Singles) | Liste der Nummer-eins-Hits in Frankreich (Top Singles) | 2013 →                    |
| \| Zeitraum \| Wo. ges. \| Interpret \| Titel Autor(en) \| Zusätzliche Informationen \| \| (Zeitraum, Wochen auf Platz eins, Interpret, Titel, Autor[en], zusätzliche Informationen) \| \| \| \| \| \| ----------------------------------------------------------------------------------------- \| -------- \| ------------------ \| --------------------------------------------------------------------------------------------------------------------------------------------------------------------------------------------- \| ------------------------- \| \| 10. Dezember 2011 – 20. Januar 2012 6 Wochen (insgesamt 7) \| 7 \| Shakira \| Je l’aime à mourir Francis Christian Cabrel \| – \| \| 21. Januar 2012 – 27. Januar 2012 1 Woche (insgesamt 9) \| 9 \| Michel Teló \| Ai Se Eu Te Pego! Sharon Acioly Arcoverde, Antonio Carlos Paim Cerqueira, Amanda Grasiele Mesquita Teixeira, Aline Medeiros Da Fonseca, Karine Assis Vinagre \| – \| \| 28. Januar 2012 – 4. Februar 2012 1 Woche (insgesamt 7) \| 7 \| Shakira \| Je l’aime à mourir Francis Christian Cabrel \| – \| \| 4. Februar 2012 – 30. März 2012 8 Wochen (insgesamt 9) \| 9 \| Michel Teló \| Ai Se Eu Te Pego! Sharon Acioly Arcoverde, Antonio Carlos Paim Cerqueira, Amanda Grasiele Mesquita Teixeira, Aline Medeiros Da Fonseca, Karine Assis Vinagre \| – \| \| 31. März 2012 – 1. Juni 2012 9 Wochen \| 9 \| Gotye feat. Kimbra \| Somebody That I Used to Know Walter Andre E. De Backer, Luiz Bonfá \| – \| \| 2. Juni 2012 – 15. Juni 2012 2 Wochen \| 2 \| Gusttavo Lima \| Balada Jorge Luis Fonseca, Julio R. Gonzalez, Carlos Enrique Castillo, Cássio Sampaio Silva \| – \| \| 16. Juni 2012 – 22. Juni 2012 1 Woche (insgesamt 11) \| 11 \| Carly Rae Jepsen \| Call Me Maybe Joshua Keeler Ramsay, Carly Rae Jepsen, Tavish Crowe \| – \| \| 23. Juni 2012 – 29. Juni 2012 1 Woche \| 1 \| Tacabro \| Tacatà Musik: Salvatore Sapienza, Mario Romano; Text: Raúl Rodríguez Martínez \| – \| \| 30. Juni 2012 – 17. August 2012 7 Wochen (insgesamt 11) \| 11 \| Carly Rae Jepsen \| Call Me Maybe Joshua Keeler Ramsay, Carly Rae Jepsen, Tavish Crowe \| – \| \| 18. August 2012 – 31. August 2012 2 Wochen \| 2 \| Alex Ferrari \| Bara bará bere berê Dorgival Dantas de Paiva \| – \| \| 1. September 2012 – 21. September 2012 3 Wochen (insgesamt 11) \| 11 \| Carly Rae Jepsen \| Call Me Maybe Joshua Keeler Ramsay, Carly Rae Jepsen, Tavish Crowe \| – \| \| 22. September 2012 – 28. September 2012 1 Woche \| 1 \| C2C \| Down the Road Sylvain Yves Marie Michel Richard, Guillaume Michel Jaulin, Pierre Philippe Forestier, Thomas Michel Dominique Le Vexier, Kévin Christophe Doublé, Arnaud François Regis Fradin \| – \| \| 29. September 2012 – 19. Oktober 2012 3 Wochen \| 3 \| Rihanna \| Diamonds Sia Furler, Benjamin Levin, Mikkel S. Eriksen, Tor Erik Hermansen \| – \| \| 20. Oktober 2012 – 9. November 2012 3 Wochen (insgesamt 6) \| 6 \| Psy \| Gangnam Style Yoo Gun-hyung, Park Jae-sang \| – \| \| 10. November 2012 – 7. Dezember 2012 4 Wochen (insgesamt 6) \| 6 \| Adele \| Skyfall Paul Richard Epworth, Adele Laurie Blue Adkins \| – \| \| 8. Dezember 2012 – 14. Dezember 2012 1 Woche \| 1 \| Mylène Farmer \| À l’ombre Musik: Laurent Pierre Marie Boutonnat; Text: Mylène Jeanne Gautier \| – \| \| 15. Dezember 2012 – 28. Dezember 2012 2 Wochen (insgesamt 6) \| 6 \| Adele \| Skyfall Paul Richard Epworth, Adele Laurie Blue Adkins \| – \| \| 29. Dezember 2012 – 25. Januar 2013 4 Wochen (insgesamt 6) \| 6 \| Psy \| Gangnam Style Yoo Gun-hyung, Park Jae-sang \| – \| |                                                        |                                                        | |                           |
| ← 2011 |                                                        |                                                        | | → 2013 →                  |
| Zeitraum | Wo. ges.                                               | Interpret                                              | Titel Autor(en) | Zusätzliche Informationen |
| (Zeitraum, Wochen auf Platz eins, Interpret, Titel, Autor[en], zusätzliche Informationen) |                                                        |                                                        | |                           |
| 10. Dezember 2011 – 20. Januar 2012 6 Wochen (insgesamt 7) | 7                                                      | Shakira                                                | Je l’aime à mourir Francis Christian Cabrel | –                         |
| 21. Januar 2012 – 27. Januar 2012 1 Woche (insgesamt 9) | 9                                                      | Michel Teló                                            | Ai Se Eu Te Pego! Sharon Acioly Arcoverde, Antonio Carlos Paim Cerqueira, Amanda Grasiele Mesquita Teixeira, Aline Medeiros Da Fonseca, Karine Assis Vinagre                                  | –                         |
| 28. Januar 2012 – 4. Februar 2012 1 Woche (insgesamt 7) | 7                                                      | Shakira                                                | Je l’aime à mourir Francis Christian Cabrel | –                         |
| 4. Februar 2012 – 30. März 2012 8 Wochen (insgesamt 9) | 9                                                      | Michel Teló                                            | Ai Se Eu Te Pego! Sharon Acioly Arcoverde, Antonio Carlos Paim Cerqueira, Amanda Grasiele Mesquita Teixeira, Aline Medeiros Da Fonseca, Karine Assis Vinagre                                  | –                         |
| 31. März 2012 – 1. Juni 2012 9 Wochen | 9                                                      | Gotye feat. Kimbra                                     | Somebody That I Used to Know Walter Andre E. De Backer, Luiz Bonfá | –                         |
| 2. Juni 2012 – 15. Juni 2012 2 Wochen | 2                                                      | Gusttavo Lima                                          | Balada Jorge Luis Fonseca, Julio R. Gonzalez, Carlos Enrique Castillo, Cássio Sampaio Silva                                                                                                   | –                         |
| 16. Juni 2012 – 22. Juni 2012 1 Woche (insgesamt 11) | 11                                                     | Carly Rae Jepsen                                       | Call Me Maybe Joshua Keeler Ramsay, Carly Rae Jepsen, Tavish Crowe | –                         |
| 23. Juni 2012 – 29. Juni 2012 1 Woche | 1                                                      | Tacabro                                                | Tacatà Musik: Salvatore Sapienza, Mario Romano; Text: Raúl Rodríguez Martínez | –                         |
| 30. Juni 2012 – 17. August 2012 7 Wochen (insgesamt 11) | 11                                                     | Carly Rae Jepsen                                       | Call Me Maybe Joshua Keeler Ramsay, Carly Rae Jepsen, Tavish Crowe | –                         |
| 18. August 2012 – 31. August 2012 2 Wochen | 2                                                      | Alex Ferrari                                           | Bara bará bere berê Dorgival Dantas de Paiva | –                         |
| 1. September 2012 – 21. September 2012 3 Wochen (insgesamt 11) | 11                                                     | Carly Rae Jepsen                                       | Call Me Maybe Joshua Keeler Ramsay, Carly Rae Jepsen, Tavish Crowe | –                         |
| 22. September 2012 – 28. September 2012 1 Woche | 1                                                      | C2C                                                    | Down the Road Sylvain Yves Marie Michel Richard, Guillaume Michel Jaulin, Pierre Philippe Forestier, Thomas Michel Dominique Le Vexier, Kévin Christophe Doublé, Arnaud François Regis Fradin | –                         |
| 29. September 2012 – 19. Oktober 2012 3 Wochen | 3                                                      | Rihanna                                                | Diamonds Sia Furler, Benjamin Levin, Mikkel S. Eriksen, Tor Erik Hermansen | –                         |
| 20. Oktober 2012 – 9. November 2012 3 Wochen (insgesamt 6) | 6                                                      | Psy                                                    | Gangnam Style Yoo Gun-hyung, Park Jae-sang | –                         |
| 10. November 2012 – 7. Dezember 2012 4 Wochen (insgesamt 6) | 6                                                      | Adele                                                  | Skyfall Paul Richard Epworth, Adele Laurie Blue Adkins | –                         |
| 8. Dezember 2012 – 14. Dezember 2012 1 Woche | 1                                                      | Mylène Farmer                                          | À l’ombre Musik: Laurent Pierre Marie Boutonnat; Text: Mylène Jeanne Gautier | –                         |
| 15. Dezember 2012 – 28. Dezember 2012 2 Wochen (insgesamt 6) | 6                                                      | Adele                                                  | Skyfall Paul Richard Epworth, Adele Laurie Blue Adkins | –                         |
| 29. Dezember 2012 – 25. Januar 2013 4 Wochen (insgesamt 6) | 6                                                      | Psy                                                    | Gangnam Style Yoo Gun-hyung, Park Jae-sang | –                         |

## Alben
| ← 2011 ← | Liste der Nummer-eins-Hits in Frankreich | Liste der Nummer-eins-Hits in Frankreich | Liste der Nummer-eins-Hits in Frankreich | 2013 →                    |
| \| Zeitraum \| Wo. ges. \| Interpret \| Titel \| Zusätzliche Informationen \| \| (Zeitraum, Wochen auf Platz eins, Interpret, Titel, zusätzliche Informationen) \| \| \| \| \| \| ------------------------------------------------------------------------------ \| -------- \| -------------------------- \| ---------------------------------- \| ------------------------- \| \| 31. Dezember 2011 – 6. Januar 2012 1 Woche \| 1 \| (Verschiedene Interpreten) \| NRJ Music Awards 2012 \| – \| \| 7. Januar 2012 – 3. Februar 2012 4 Wochen (insgesamt 21) \| 21 \| Adele \| 21 \| – \| \| 4. Februar 2012 – 17. Februar 2012 2 Wochen \| 2 \| Lana Del Rey \| Born to Die \| – \| \| 18. Februar 2012 – 9. März 2012 3 Wochen (insgesamt 21) \| 21 \| Adele \| 21 \| – \| \| 10. März 2012 – 16. März 2012 1 Woche (insgesamt 5) \| 5 \| Sexion d’Assaut \| L’apogée \| – \| \| 17. März 2012 – 13. April 2012 4 Wochen \| 4 \| Les Enfoirés \| 2012: Le bal des Enfoirés \| – \| \| 14. April 2012 – 27. April 2012 2 Wochen (insgesamt 5) \| 5 \| Sexion d’Assaut \| L’apogée \| – \| \| 28. April 2012 – 11. Mai 2012 2 Wochen \| 2 \| (Verschiedene Interpreten) \| NRJ Hit Music Only! 2012 \| – \| \| 12. Mai 2012 – 18. Mai 2012 1 Woche (insgesamt 5) \| 5 \| Sexion d’Assaut \| L’apogée \| – \| \| 19. Mai 2012 – 1. Juni 2012 2 Wochen (insgesamt 3) \| 3 \| Les Stentors \| Voyage en France \| – \| \| 2. Juni 2012 – 15. Juni 2012 2 Wochen \| 2 \| Yannick Noah \| Hommage \| – \| \| 16. Juni 2012 – 22. Juni 2012 1 Woche (insgesamt 3) \| 3 \| Les Stentors \| Voyage en France \| – \| \| 23. Juni 2012 – 29. Juni 2012 1 Woche (insgesamt 5) \| 5 \| Sexion d’Assaut \| L’apogée \| – \| \| 30. Juni 2012 – 6. Juli 2012 1 Woche \| 1 \| Shy’m \| Caméléon \| – \| \| 7. Juli 2012 – 3. August 2012 4 Wochen \| 4 \| (Verschiedene Interpreten) \| NRJ Summer Hits Only 2012 \| – \| \| 4. August 2012 – 10. August 2012 1 Woche (insgesamt 3) \| 3 \| (Verschiedene Interpreten) \| Zumba Fitness Dance Party \| – \| \| 11. August 2012 – 17. August 2012 1 Woche \| 1 \| (Verschiedene Interpreten) \| NRJ Extravadance 2012 Vol. 2 \| – \| \| 18. August 2012 – 31. August 2012 2 Wochen (insgesamt 3) \| 3 \| (Verschiedene Interpreten) \| Zumba Fitness Dance Party \| – \| \| 1. September 2012 – 7. September 2012 1 Woche \| 1 \| Tryo \| Ladilafé \| – \| \| 8. September 2012 – 14. September 2012 1 Woche \| 1 \| C2C \| Tetra \| – \| \| 15. September 2012 – 21. September 2012 1 Woche \| 1 \| Marc Lavoine \| Je descends du singe \| – \| \| 22. September 2012 – 28. September 2012 1 Woche \| 1 \| Mika \| The Origin of Love \| – \| \| 29. September 2012 – 5. Oktober 2012 1 Woche \| 1 \| Baptiste Giabiconi \| Oxygen \| – \| \| 6. Oktober 2012 – 26. Oktober 2012 3 Wochen \| 3 \| Muse \| The 2nd Law \| – \| \| 27. Oktober 2012 – 16. November 2012 3 Wochen \| 3 \| Francis Cabrel \| Vise le ciel ou Bob Dylan revisité \| – \| \| 17. November 2012 – 23. November 2012 1 Woche (insgesamt 2) \| 2 \| Céline Dion \| Sans attendre \| – \| \| 24. November 2012 – 30. November 2012 1 Woche \| 1 \| Johnny Hallyday \| L’attente \| – \| \| 1. Dezember 2012 – 7. Dezember 2012 1 Woche (insgesamt 4) \| 4 \| (Verschiedene Interpreten) \| Génération Goldman \| – \| \| 8. Dezember 2012 – 14. Dezember 2012 1 Woche \| 1 \| Patrick Bruel \| Lequel de nous \| – \| \| 15. Dezember 2012 – 21. Dezember 2012 1 Woche \| 1 \| Mylène Farmer \| Monkey Me \| – \| \| 22. Dezember 2012 – 28. Dezember 2012 1 Woche (insgesamt 4) \| 4 \| (Verschiedene Interpreten) \| Génération Goldman \| – \| \| 29. Dezember 2012 – 4. Januar 2013 1 Woche (insgesamt 2) \| 2 \| Céline Dion \| Sans attendre \| – \| |                                          |                                          |                                          |                           |
| ← 2011 |                                          |                                          |                                          | → 2013 →                  |
| Zeitraum | Wo. ges.                                 | Interpret                                | Titel                                    | Zusätzliche Informationen |
| (Zeitraum, Wochen auf Platz eins, Interpret, Titel, zusätzliche Informationen) |                                          |                                          |                                          |                           |
| 31. Dezember 2011 – 6. Januar 2012 1 Woche | 1                                        | (Verschiedene Interpreten)               | NRJ Music Awards 2012                    | –                         |
| 7. Januar 2012 – 3. Februar 2012 4 Wochen (insgesamt 21) | 21                                       | Adele                                    | 21                                       | –                         |
| 4. Februar 2012 – 17. Februar 2012 2 Wochen | 2                                        | Lana Del Rey                             | Born to Die                              | –                         |
| 18. Februar 2012 – 9. März 2012 3 Wochen (insgesamt 21) | 21                                       | Adele                                    | 21                                       | –                         |
| 10. März 2012 – 16. März 2012 1 Woche (insgesamt 5) | 5                                        | Sexion d’Assaut                          | L’apogée                                 | –                         |
| 17. März 2012 – 13. April 2012 4 Wochen | 4                                        | Les Enfoirés                             | 2012: Le bal des Enfoirés                | –                         |
| 14. April 2012 – 27. April 2012 2 Wochen (insgesamt 5) | 5                                        | Sexion d’Assaut                          | L’apogée                                 | –                         |
| 28. April 2012 – 11. Mai 2012 2 Wochen | 2                                        | (Verschiedene Interpreten)               | NRJ Hit Music Only! 2012                 | –                         |
| 12. Mai 2012 – 18. Mai 2012 1 Woche (insgesamt 5) | 5                                        | Sexion d’Assaut                          | L’apogée                                 | –                         |
| 19. Mai 2012 – 1. Juni 2012 2 Wochen (insgesamt 3) | 3                                        | Les Stentors                             | Voyage en France                         | –                         |
| 2. Juni 2012 – 15. Juni 2012 2 Wochen | 2                                        | Yannick Noah                             | Hommage                                  | –                         |
| 16. Juni 2012 – 22. Juni 2012 1 Woche (insgesamt 3) | 3                                        | Les Stentors                             | Voyage en France                         | –                         |
| 23. Juni 2012 – 29. Juni 2012 1 Woche (insgesamt 5) | 5                                        | Sexion d’Assaut                          | L’apogée                                 | –                         |
| 30. Juni 2012 – 6. Juli 2012 1 Woche | 1                                        | Shy’m                                    | Caméléon                                 | –                         |
| 7. Juli 2012 – 3. August 2012 4 Wochen | 4                                        | (Verschiedene Interpreten)               | NRJ Summer Hits Only 2012                | –                         |
| 4. August 2012 – 10. August 2012 1 Woche (insgesamt 3) | 3                                        | (Verschiedene Interpreten)               | Zumba Fitness Dance Party                | –                         |
| 11. August 2012 – 17. August 2012 1 Woche | 1                                        | (Verschiedene Interpreten)               | NRJ Extravadance 2012 Vol. 2             | –                         |
| 18. August 2012 – 31. August 2012 2 Wochen (insgesamt 3) | 3                                        | (Verschiedene Interpreten)               | Zumba Fitness Dance Party                | –                         |
| 1. September 2012 – 7. September 2012 1 Woche | 1                                        | Tryo                                     | Ladilafé                                 | –                         |
| 8. September 2012 – 14. September 2012 1 Woche | 1                                        | C2C                                      | Tetra                                    | –                         |
| 15. September 2012 – 21. September 2012 1 Woche | 1                                        | Marc Lavoine                             | Je descends du singe                     | –                         |
| 22. September 2012 – 28. September 2012 1 Woche | 1                                        | Mika                                     | The Origin of Love                       | –                         |
| 29. September 2012 – 5. Oktober 2012 1 Woche | 1                                        | Baptiste Giabiconi                       | Oxygen                                   | –                         |
| 6. Oktober 2012 – 26. Oktober 2012 3 Wochen | 3                                        | Muse                                     | The 2nd Law                              | –                         |
| 27. Oktober 2012 – 16. November 2012 3 Wochen | 3                                        | Francis Cabrel                           | Vise le ciel ou Bob Dylan revisité       | –                         |
| 17. November 2012 – 23. November 2012 1 Woche (insgesamt 2) | 2                                        | Céline Dion                              | Sans attendre                            | –                         |
| 24. November 2012 – 30. November 2012 1 Woche | 1                                        | Johnny Hallyday                          | L’attente                                | –                         |
| 1. Dezember 2012 – 7. Dezember 2012 1 Woche (insgesamt 4) | 4                                        | (Verschiedene Interpreten)               | Génération Goldman                       | –                         |
| 8. Dezember 2012 – 14. Dezember 2012 1 Woche | 1                                        | Patrick Bruel                            | Lequel de nous                           | –                         |
| 15. Dezember 2012 – 21. Dezember 2012 1 Woche | 1                                        | Mylène Farmer                            | Monkey Me                                | –                         |
| 22. Dezember 2012 – 28. Dezember 2012 1 Woche (insgesamt 4) | 4                                        | (Verschiedene Interpreten)               | Génération Goldman                       | –                         |
| 29. Dezember 2012 – 4. Januar 2013 1 Woche (insgesamt 2) | 2                                        | Céline Dion                              | Sans attendre                            | –                         |